# Storia di Novara

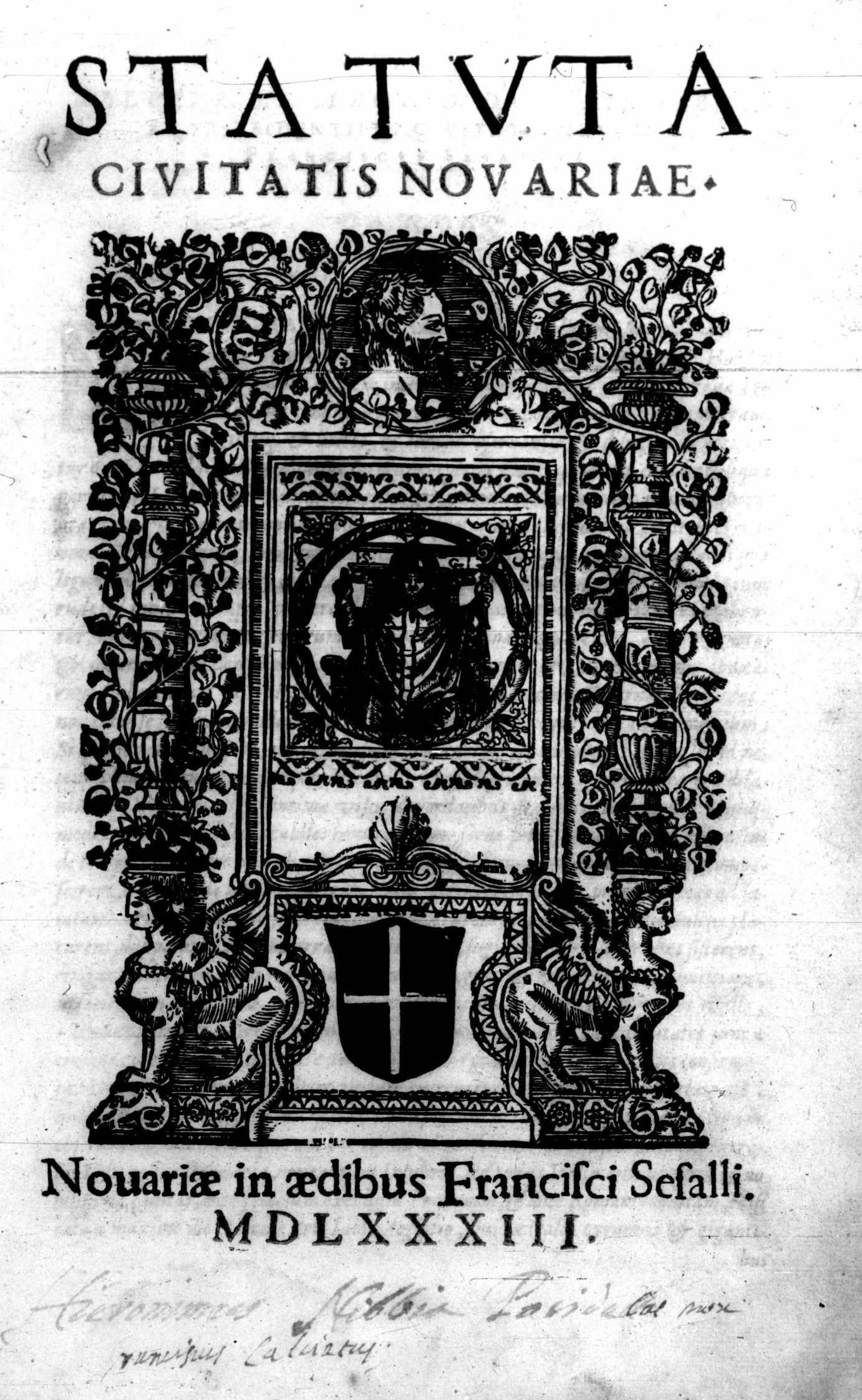
Gli statuti del Comune di Novara (Statuta civitatis Novariae), 1583

Il nome Novara sembra indicare un nuovo insediamento (Nov) nella zona dal nome celtico Aria.

## Le origini
Secondo alcune interpretazioni la città sarebbe stata fondata dai Liguri nei secoli precedenti la discesa dei Celti (400 a.C.). La zona allora si sarebbe chiamata Aria. Studi più recenti hanno evidenziato che il Novarese era abitato in era preromana da Celti insediati fra il Ticino e il Sesia: i Vertamocori.
In epoca romana Novara divenne un municipium della Gallia Cisalpina. La pianta della città richiama la struttura romana, costruita attorno a due strade principali: il cardo, corrispondente ai corsi Cavour e Mazzini, e il decumano, corrispondente ai corsi Cavallotti e Italia. Il nome della città, Novaria, interpretato da alcuni come nova ara, è ricollegabile piuttosto alla nuova fondazione della città, avvenuta attorno all'89 a.C.. La colonia fondata dai Romani non vide comunque la deduzione di coloni, avvalendosi piuttosto degli antichi abitanti del territorio, convinti a trasferirsi nel nuovo centro urbano.

## Novara, un insediamento romano
Con l'occupazione romana (196 a.C.) si chiamò Novaria.
La città era difesa da mura costruite con grandi ciottoli di fiume alternati da corsi di mattoni. Tratti di queste mura sono visibili in piazza Cavour e in largo Solaroli. Le mura erano lunghe più di 2 km, in esse si aprivano quattro porte da cui partivano le strade che collegavano a Milano, Vercelli, Tortona e Genova e infine i valichi dell'Ossola.

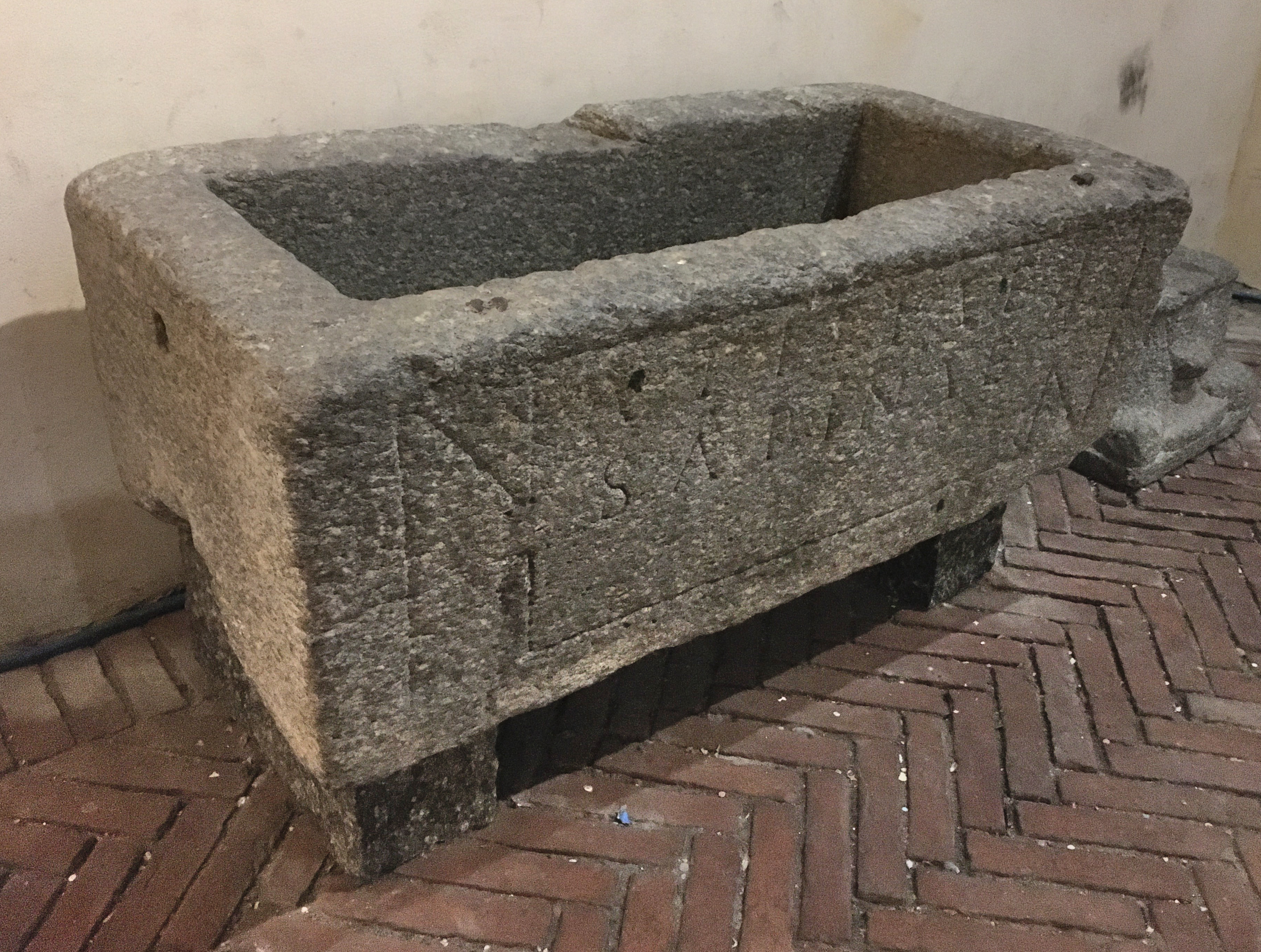
Tomba di Atilia Sabina, sarcofago tardo-imperiale conservato al Broletto

L'esistenza di edifici pubblici e di terme è testimoniata da numerosi reperti conservati nel Museo della Canonica e nel Museo Archeologico.
I più celebri novaresi dell'epoca romana furono Gaio Valerio Pansa, procuratore in Britannia, e l'oratore Gaio Albucio Silo .
Nel 49 a.C. ottenne da Giulio Cesare la cittadinanza romana e divenne municipium, mentre con la ripartizione territoriale organizzata da Ottaviano Augusto, fu parte della XI regione: la Transpadana, comprendente tutti i territori a nord del fiume Po, chiusi dall'arco alpino fino all'Oglio. La città era pressoché quadrata divisa da nord a sud dal cardo massimo e da est a ovest dal decumano massimo.
Da Novaria iniziava la via Novaria-Comum, strada romana che collegava la città con Comum (Como) passando per Sibrium (Castelseprio). Da Novara, sempre in epoca romana, passava la via delle Gallie, strada romana consolare fatta costruire da Augusto per collegare la Pianura Padana con la Gallia.

## La diffusione del cristianesimo a Novara
Alle divinità celtiche, dette Matronæ, si sovrappose il cristianesimo verso l'anno 350 attraverso l'influenza organizzativa di sant'Ambrogio di Milano e di S. Eusebio di Vercelli. Il primo vescovo di Novara è considerato San Gaudenzio, consacrato nel 397.
La prima testimonianza di una comunità cristiana a Novara è contenuta in una lettera del 356 scritta da Sant'Eusebio di Vercelli.
La tradizione della chiesa novarese colloca l'attività di San Gaudenzio negli anni fra il 395 e il 419 d.C.
Nei primi decenni del 400 Novara come Milano fu occupata dai Bizantini che intorno alla metà del secolo furono sconfitti dai Goti. La città andò spopolandosi. Anche il vescovo dovette trasferirsi in un luogo più sicuro, si rifugiò nel castello dell'Isola di San Giulio (Lago d'Orta).

## Alto Medioevo
Nel 569 giunsero i Longobardi che abitarono non nelle città ma sparsi sul territorio. Proprio all'epoca longobarda risalgono le prime testimonianze del culto a San Gaudenzio. Nell'841 si ha notizia di una chiesa, costruita fuori dalle mura, nella quale era custodito il corpo del Santo patrono.
Dopo la conquista dei Franchi di Carlo Magno il novarese fu diviso in vari comitati. Novara apparteneva al comitato di Pombia e il conte non risiedeva in città. Dai nobili Franchi provennero i vescovi che furono sovente uomini sapienti. Presso la cattedrale sorse un centro per copiare gli antichi manoscritti. 
Nel 1110 un gruppo di cittadini scacciò dalla città il vescovo Eppone, tedesco e amico dell'imperatore Enrico V, re di Germania. Il sovrano vide nel gesto un atto di ribellione e, sceso in Italia per recarsi a Roma, assediò Novara incendiandola e distruggendo il lato sud delle mura.
Negli anni successivi i cittadini ricostruirono le fortificazioni con nuove torri. Enrico V riconfermò al vescovo il possesso delle mura, ma assegnò quello delle torri ai cittadini, ai quali riconobbe il diritto di amministrare e riscuotere i tributi.

## Comune di Novara

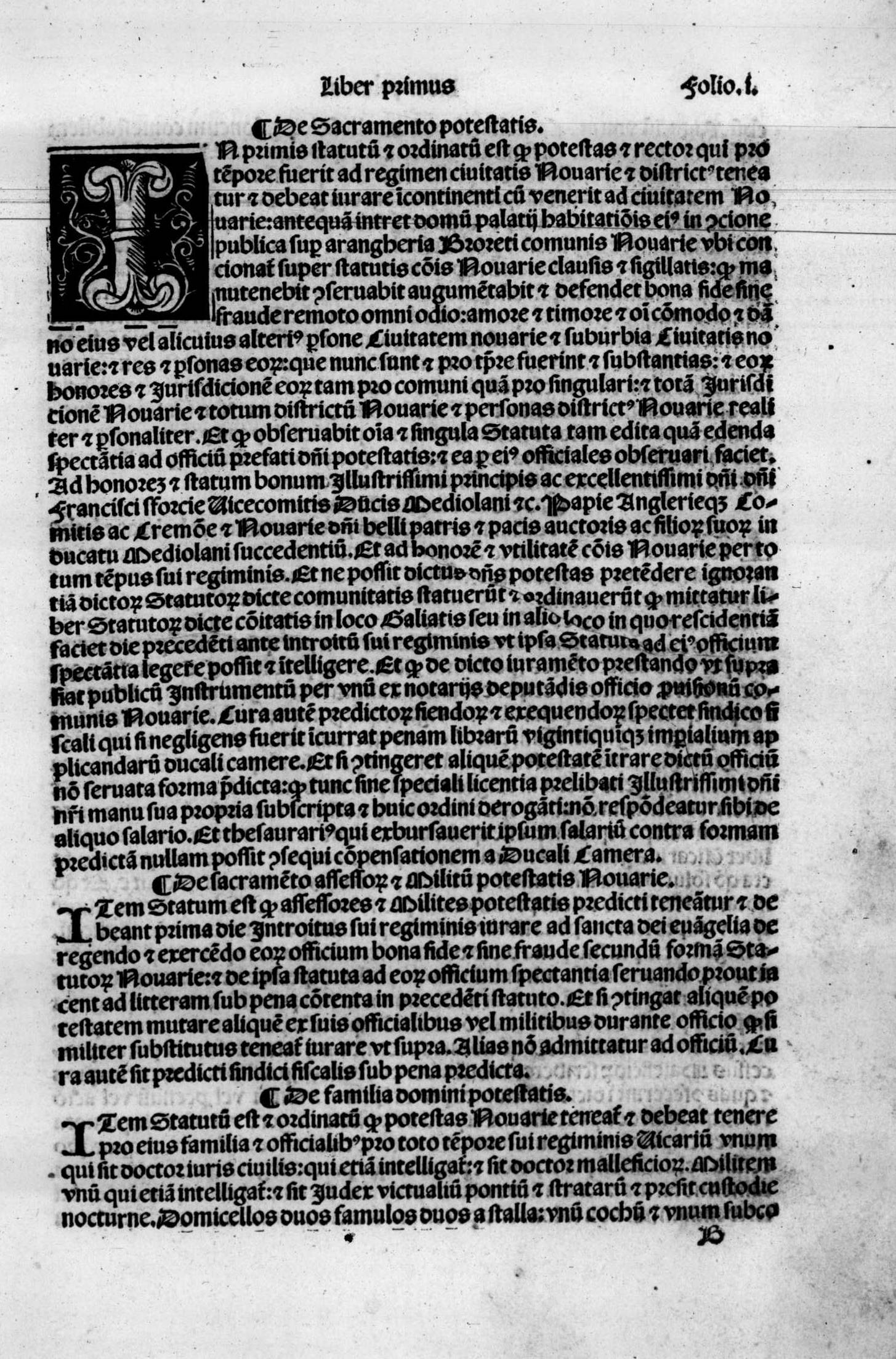
Gli statuti di Novara (Statutum Novariae), 1511

Era il riconoscimento di una nuova realtà: quella di una comunità cittadina che si era organizzata in maniera indipendente dando così vita al Comune.
I rappresentanti del Comune furono i consoli e in seguito i legati dei paratici, ossia le associazioni d'arti e mestieri che tutelavano gli interessi delle singole attività artigiane e commerciali.
In questo periodo il vescovo Litifredo arricchì la Canonica di un chiostro, venne consacrata la cattedrale romanica e costruito il nuovo palazzo del Vescovo. Al piano terreno si apre la cappella di San Siro, primo vescovo di Pavia, riccamente affrescata. Alla metà del XII secolo a Novara, tra la città e i sobborghi vi erano una ventina di chiese, tra le quali oggi resta la chiesa romanica di Ognissanti.
L'accordo che regnò tra il vescovo e gli uomini del comune permise a Novara un forte sviluppo economico.
Nella sua espansione sul territorio il comune di Novara si scontrò con i potenti conti di Biandrate, signori della Valsesia e dei territori intorno ai laghi Maggiore e d'Orta.
Nel 1154 Federico Barbarossa, imperatore del Sacro Romano Impero, scese in Italia per combattere contro Milano, fra gli alleati era anche Novara. Il Barbarossa celebrò il Natale a Novara, ospite del vescovo Guglielmo Tornielli.
La situazione, in seguito, cambiò: il vescovo trattò segretamente con i milanesi e nel 1168 tra novaresi e milanesi furono stabiliti patti per combattere i conti di Biandrate che furono sconfitti. Nel 1176, a Legnano, un drappello di trecento novaresi e vercellesi contribuì alla vittoria della Lega Lombarda sull'Imperatore.
Durante il suo primo periodo il Comune fu governato dai Consoli che venivano eletti dall'assemblea dei capi famiglia (Arengo), ma quando all'interno della città venne meno la concordia, si fece ricorso al governo di un Podestà forestiero.
All'inizio del 1200 nel recinto del Broletto fu edificato il Palazzo del Comune, nel 1240 il Palazzo del Podestà, nel XV secolo il Palazzo dei Referendari (uffici).
Nella seconda metà del Duecento fu costruito il Palazzo dei Paratici. L'aumento dei consumi e dei mercati indussero le diverse categorie di artigiani a riunirsi in associazioni dette Paratici, forse perché i loro membri sfilavano in parata dietro al gonfalone della loro corporazione. 
Tra i paratici (mercanti di panni, tessitori, fabbri, formaggiai) molto importanti furono i calzolai: la città fu a lungo la capitale delle calzature. Il paratico dei calzolai fu chiamato anche Università dei calzolai.

## Nel Ducato di Milano

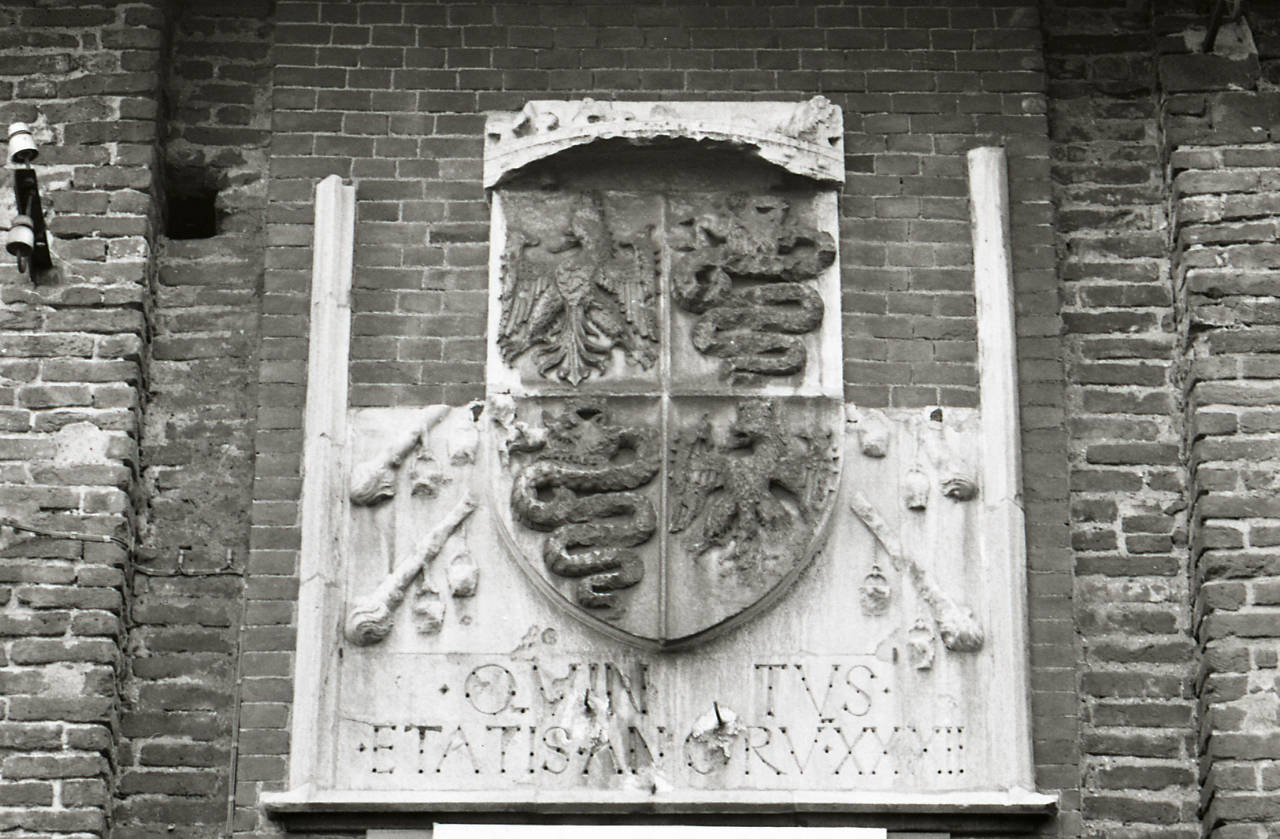
Lo stemma dei Visconti sopra l'arco d'ingresso. Foto di Paolo Monti, 1980.

Tra il XIII e il XIV secolo Novara era una città ricca di torri costruite a fortificazione dei palazzi nobiliari, e l'area tra corso Cavallotti e via Canobio era indicata nei documenti del tempo come Via delle Torri Lunghe.
I contrasti interni portarono il comune di Novara a subire il potere di Milano.
Novara, passata sotto la protezione della famiglia Visconti di Milano e venne conseguentemente annessa al Ducato di Milano. L'Arcivescovo Giovanni Visconti scacciò Calcino Tornielli, l'ultimo Signore sconfitto nella Battaglia di Parabiago (21 febbraio 1339) ove era alleato di Lodrisio Visconti, ed iniziò la costruzione di un castello per difendersi da possibili ribellioni. Con l'estinzione del ramo ducale dei Visconti, nel 1448, Novara passò agli Sforza in perenne lotta con la Francia. Ludovico il Moro, nell'aprile del 1500 subì la sconfitta in Novara per il tradimento dei mercenari svizzeri, cui seguì la prigionia in Francia.
Nel 1512 Massimiliano Sforza, figlio di Ludovico, recupera il Ducato di Milano e Novara torna sotto il controllo milanese. Nel 1513 Luigi XII fa assediare ancora la città e Massimiliano per contrastarlo assolda un considerevole esercito di svizzeri e dà battaglia ai francesi in località Ariotta (da qui il nome della battaglia, detta anche Battaglia dell'Ariotta), dove le truppe francesi vengono sconfitte.

## L'occupazione spagnola e austriaca
Dopo le lotte tra Francesco I di Francia e Carlo V, in cui Novara conobbe momenti drammatici tra miseria e guerre, la città rimase, con tutto il ducato di Milano, in potere dell'imperatore per essere eretta nel 1538 in marchesato e concessa a Pier Luigi Farnese. Nel 1603 fu rivendicata dalla Spagna; l'occupazione spagnola continuò fino ai primi anni del secolo XVIII. Nel 1553 venne decisa la trasformazione della Città in piazzaforte; parecchi edifici periferici furono abbattuti per favorire la costruzione di mura in parte ancora esistenti che si protrasse fino all'anno 1606. 
La ripresa economica della città avveniva intanto con l'inizio della coltivazione di due cereali: il riso ed il granoturco. 
Le vicende per la successione del trono di Spagna dopo la morte di Carlo II coinvolsero anche Novara che si vide occupata dal duca di Savoia Vittorio Amedeo II, spalleggiato dall'Austria, governata prima dall'imperatore Leopoldo I d'Asburgo, che aveva occupato il Ducato di Milano, e poi da Giuseppe I, favorevole all'ingrandimento del Ducato di Savoia verso oriente con la concessione di città come Alessandria e Valenza, e interi territori: la Valsesia e la Lomellina, quale compenso per la collaborazione fornita contro la Francia.
Nel 1729 una nuova lega tra Francia, Spagna e Inghilterra, alla quale si era unito anche il Regno di Sardegna (dal 1720), si metteva contro l'imperatore Carlo VI d'Austria, succeduto a Giuseppe I, per la sistemazione dell'ex Ducato di Milano. Carlo Emanuele III, succeduto a Vittorio Amedeo II, nel 1733 occupò la Lombardia. 
L'anno seguente Novara fu assediata dalle truppe franco-savoiarde: era l'ora del passaggio al Regno di Sardegna il cui nuovo confine verso la Lombardia e gli Stati asburgici (dal 1804 impero austriaco e dal 1867 impero austro-ungarico) sarebbe stato il fiume Ticino. Iniziava un periodo di pace e di laboriosità che metteva la città in condizione di progredire economicamente ed artisticamente come è dimostrato dallo sviluppo edilizio del periodo con l'accettazione abbondante dello stile neoclassico. Così fino al 1798 quando fu occupata dalle truppe francesi che si ritirarono l'anno seguente per lasciare il campo agli austro-russi.

### Il Contado
Tra il 1556 circa e il 1775 ebbe vita il Contado, istituzione con cui i borghi e le comunità rurali del territorio novarese si diedero un'organizzazione unitaria, di limitato autogoverno, per far fronte al pesante fiscalismo dell'autorità e all'ingerenza della città. Sopravvisse per molti anni, anche dopo l'annessione del Novarese allo stato sabaudo, nel quale non esistette un'istituzione analoga prima della rivoluzione francese. Fu soppresso con regio editto il 15 settembre 1775.

## Da Napoleone al Regno d'Italia

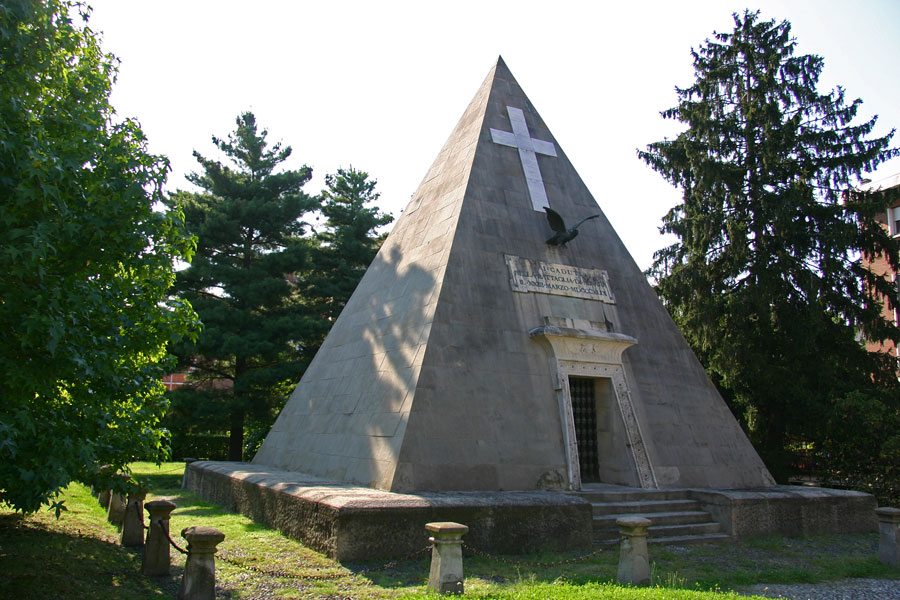
Il monumento commemorativo della Battaglia della Bicocca

Alla fine del maggio 1800 Napoleone I prese il possesso di Novara. Con l'ordinamento napoleonico la Città divenne capoluogo del dipartimento dell'Agogna e fece parte del Regno d'Italia (1805) mentre il Piemonte, dalla sinistra del fiume Sesia, fu incorporato nell'Impero Francese.
Con lo sfasciarsi dell'egemonia napoleonica le truppe francesi abbandonarono la Città (1814) che ritornò al Regno di Sardegna, governato da Vittorio Emanuele I. 
Novara partecipò al movimento risorgimentale. Il suo nome è però soprattutto legato alla sconfitta ed all'abdicazione del re Carlo Alberto nella sera del 23 marzo 1849 dopo la battaglia della Bicocca. La città rimase in mano agli austriaci fino al mese di agosto dello stesso anno: poi ritornarono le truppe piemontesi.
Nel 1859 Novara vide il passaggio di Vittorio Emanuele II e di Napoleone III prima della battaglia di Magenta, che segnò l'avvio decisivo all'Unità d'Italia. Tutto il secolo XIX fu poi positivo per lo sviluppo demografico e urbanistico della città.

## Il XX secolo
La guerra 1915-1918 portò lutti in 692 famiglie.
Nel periodo fascista la frazione di Lumellogno subì una rappresaglia del regime che provocò 6 morti tra la popolazione:
Con la seconda guerra mondiale conobbe gli allarmi per incursioni nemiche, il razionamento dei viveri e la partenza dalle sue caserme di soldati destinati ai vari fronti. Durante la Resistenza la città fu turbata da rappresaglie fasciste e tedesche, come l'eccidio di Vignale e la strage di Novara, contro i partigiani e coloro che si erano schierati con le truppe alleate in avanzata verso il nord Italia.

### Approfondimenti
- (LA) Statutum Novariae, Milano, Francesco Pescatore, 1511. URL consultato il 4 settembre 2022. Ospitato su Biblioteca Europea di Informazione e Cultura.
- (LA) Statuta civitatis Novariae, Novara, Francesco Sesalli, 1583. URL consultato il 4 settembre 2022. Ospitato su Biblioteca Europea di Informazione e Cultura.
- (LA) Antonio Ceruti, Statuta communitatis Novariae, Novara, Fratelli Miglio, 1879. URL consultato il 4 settembre 2022. Ospitato su Biblioteca Europea di Informazione e Cultura.
- Caterina Mazzetti (a cura di), Gli Statuta DD. Aromatariorum Civitatis Novariae, parte I, Torino, Minerva Medica, 1962. URL consultato il 4 settembre 2022. Ospitato su Biblioteca Europea di Informazione e Cultura.
- Caterina Mazzetti (a cura di), Gli Statuta DD. Aromatariorum Civitatis Novariae, parte II, Torino, Minerva Medica, 1962. URL consultato il 4 settembre 2022. Ospitato su Biblioteca Europea di Informazione e Cultura.